# Педро де Кампанья
Педро де Кампанья (исп. Pedro de Campaña, 1503, Брюссель — 1586, там же), настоящее имя Питер де Кемпенер (нидерл. Pieter de Kempeneer), также был известен как Пьер де Шампань (фр. Pierre de Champaigne) и Петер ван де Вельде (нидерл. Peter Van de Velde) — южнонидерландский (фламандский) художник периода Ренессанса, преимущественно работавший в Испании, Севилья.

## Биография
Родился в Брюсселе в известной семье живописцев и художников гобеленов. Предполагается, что учился ремеслу гобеленового художника. Также в Брюсселе он обучался у Бернарда ван Орли — сохранились гризайли этого периода. В ранний период творчества работал в Италии, где он тщательно изучал творчество Рафаэля, после чего считал себя его последователем.
Документы свидетельствуют, что он был в Венеции, Риме, а также в Болонье. Этот период был очень важным для художника, так как во время своего формирования в качестве мастера он непосредственно соприкоснулся с римским маньеризмом. В 1530 году создал эскиз триумфальной арки по случаю коронации в Болонье императора Карла V, бывшего также королём Испании. Затем по совету кардинала Марино Гримани художник отправился в Испанию, где и провел многие годы. Обосновался в Севилье, где женился.
Как пишет его биограф Франсиско Пачеко, Кампанья прекрасно рисовал, знал математику, архитектуру, скульптуру, а также астрономию. (Большинство фактов биографии художника известны исключительно по испанским источникам).

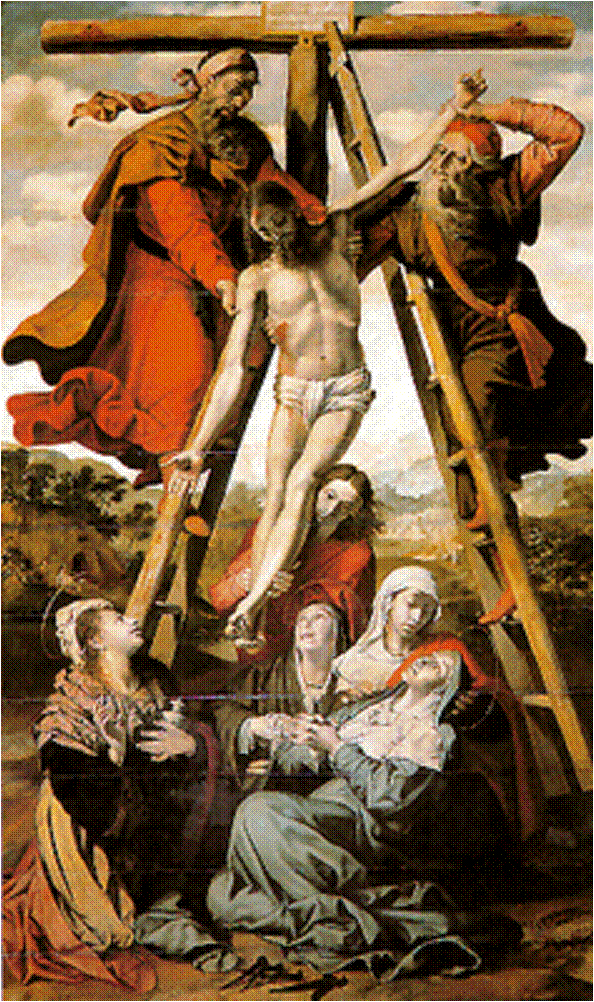
Снятие с креста

В 1537—1562 гг. вместе с Луисом де Варгасом и скульптором Торреджиано создал в Севилье школу живописи, которая позже стала Академией. Среди его учеников был Луис де Моралес.
Кампанья работал для монастыря св. Марии де Грасиа в Севильи, написав для них алтарный образ «Снятие с креста» для капеллы Луиса Фернандеса, до сих пор остающийся в церкви. Второе «Снятие» (1547) он написал для капеллы Фернандо де Хаэна в церкви Санта-Круз в Севилье (сегодня перенесено в собор). Его другие работы — в Севильском соборе, в особенности стоит выделить «Сретение» (1555) и «Вознесение». Также он писал для других городских церквей — Сан-Исидоро, Сан-Педро, Санта-Каталина и Сан-Хуан. Одной из его последних работы была реставрация и обновление капеллы Эрнандо де Хаэна. Его творческим кредо был маньеризм, его интересовал драматизм и мгновенное движение, световые контрасты. Он был хорошим портретистом, в частной коллекции Барселоны хранится работа, которая может быть его автопортретом, вероятно, она послужила источником для рисунка Пачеко. Последний называл его патриархом севильской школы живописи XVII века.
Около 1563 или 1565 года — возможно, в 1562, он вернулся в Брюссель, где возглавил гобеленовую мануфактуру, создавая эскизы, до 1580 года — предположительно года своей смерти.